# Crithagra totta
El serín de El Cabo (Crithagra totta) es una especie de ave de la familia Fringillidae que vive en la región de la Ciudad del Cabo y sus alrededores, en Sudáfrica. Mide aproximadamente 13 cm de largo. Habita en los bosques y se alimenta de bayas e insectos (como las moscas). También se puede ver en Lesoto, pero siempre en las zonas más boscosas.